# Thalassoma grammaticum
Thalassoma grammaticum es una especie de peces de la familia Labridae en el orden de los Perciformes.

## Morfología
- Los machos pueden llegar alcanzar los 32 cm de longitud total.[1]

## Distribución geográfica
Se encuentra desde México hasta Panamá, incluyendo las Islas Galápagos.